# Philonotis fendleri
Philonotis fendleri là một loài rêu trong họ Bartramiaceae. Loài này được Müll. Hal. D.G. Griffin & W.R. Buck mô tả khoa học đầu tiên năm 1989.